# Dragostar
Dragostar（ドラゴスター）は、愛知県愛西市にある常設会場「Drago House Arena（ドラゴ・ハウス・アリーナ）」を拠点に活動しているマットプロレスプロモーション。

## 歴史
- 2013年5月、Dragoが設立。
- 10月6日、Drago House Arenaで旗揚げ戦「夢」を開催。

## タイトル
- TOH王座

1. Drago
2. ディアブロ

## 主要参戦選手
- Drago